# Sainte-Marguerite-de-l'Autel
Sainte-Marguerite-de-l'Autel is een plaats en voormalige gemeente in het Franse departement Eure (regio Normandië) en telt 378 inwoners (2004). De plaats maakt deel uit van het arrondissement Évreux. Sainte-Marguerite-de-l'Autel is op 1 januari 2016 gefuseerd met de gemeente Guernanville tot de gemeente Le Lesme. 

## Geografie
De oppervlakte van Sainte-Marguerite-de-l'Autel bedraagt 23,6 km², de bevolkingsdichtheid is 16,0 inwoners per km².
De onderstaande kaart toont de ligging van Sainte-Marguerite-de-l'Autel met de belangrijkste infrastructuur en aangrenzende gemeenten.

## Demografie
Onderstaande figuur toont het verloop van het inwonertal (bron: INSEE-tellingen).